# MZKT-8021
Der MZKT-8021 (russisch МЗКТ-8021) ist ein Fahrzeugmodell des belarussischen Herstellers Minski Sawod Koljosnych Tjagatschei. Es wurde in den 2000er-Jahren primär für das Petschora-2M-Flugabwehrsystems entwickelt. Außerdem wird als MZKT-8022 ein Zweiachser gebaut.

## Entwicklungsgeschichte
Die MZKT-8021-Fahrzeugfamilie wurde in den 2000er-Jahren als Basis für den Petschora-2M-Flugabwehrraketenkomplex entwickelt. Dafür gibt es zwei Varianten, den MZKT-802110 und den MZKT-802100, der etwa 50 cm niedriger ist. Der MZKT-802100 fungiert als mobile Startrampe mit der Bezeichnung 5P73-2M. Der MZKT-802110 ist das Basisfahrzeug des SNR-125-2M-Radars.
Beide über zehn Meter lange Fahrzeugtypen des dreiachsigen Lastwagens haben Allradantrieb (6×6). Als Antrieb dient ein V8-Viertakt-Dieselmotor vom Typ JaMZ-75117.10, der im russischen Jaroslawski Motorny Sawod gefertigt wird. Bei 14,86 Litern Hubraum leistet er 400 PS (294 kW) und hat ein maximales Drehmoment von 1715 Nm. Er erfüllt die Euro-2-Abgasnorm. Alternativ soll ein Deutz-Dieselmotor des Typs BFM1015C verfügbar sein.
Beide Versionen haben ein mechanisches Schaltgetriebe aus hauseigener Produktion mit neun Vorwärtsgängen und einem Rückwärtsgang. Sind die Fahrzeuge voll ausgelastet, können  die Achslasten etwas mehr als zehn Tonnen betragen. Das dreisitzige Führerhaus ist aus glasfaserverstärktem Kunststoff gefertigt und für den Einsatz in heißen und kalten Klimaten ausgelegt. Das Material ist nicht korrosionsanfällig und hat eine hohe Wärme- und Schalldämmung. Das Führerhaus ist kippbar, um die Wartung des Motors zu vereinfachen.
Beide Varianten sind problemlos aufgrund der Abmaße und des Gesamtgewichtes mit den Flugzeugtypen An-124 und An-22 luftverladbar und somit weltweit schnell einsetzbar.

## Technische Daten

Venezolanische 5P73-2M auf Basis eines MZKT-802100, aufgenommen im Jahr 2014

Quelle der Daten
|                                        | MZKT-802100     | MZKT-802110     |
| -------------------------------------- | --------------- | --------------- |
| Antriebsformel                         | 6×6             | 6×6             |
| Sitzplätze im Kabinenraum              | 3               | 3               |
| Länge                                  | 11.105 mm       | 10.510 mm       |
| Breite                                 | 2750 mm         | 2750 mm         |
| Höhe                                   | 2935 mm         | 3550 mm         |
| Motortyp                               | JaMZ-75117.10   | JaMZ-75117.10   |
| Hubraum                                | 14,86 l         | 14,86 l         |
| Motorleistung                          | 294 kW (400 PS) | 294 kW (400 PS) |
| Leergewicht                            | 13,5 t          | 12,9 t          |
| Zuladung                               | 20,4 t          | 18,5 t          |
| Zulässiges Gesamtgewicht               | 33,9 t          | 31,6 t          |
| Tankinhalt                             | 350 l           | 350 l           |
| Höchstgeschwindigkeit (auf der Straße) | 60 km/h         | 60 km/h         |